# 小部春美
小部 春美 (こべ はるみ、1962年4月6日 - )は日本の財務官僚。女性初の国税局長として、広島国税局長を務めたのち、財務総合政策研究所副所長を経て、政策研究大学院大学教授。

## 人物
東京都生まれ。筑波大学附属高等学校を経て、東京大学教養学部文科Ⅲ類から東京大学法学部に進学し、1985年に卒業後、大蔵省入省、国際金融局投資第一課配属。世界銀行を担当。1986年6月大蔵省国際金融局開発機関課。同年7月大蔵省国際金融局総務課。1987年5月ロンドン大学留学。1988年7月大蔵省理財局総務課企画係長。1991年7月名古屋国税局掛川税務署長。外務省欧州連合日本政府代表部参事官等を経て、2003年7月財務省大臣官房企画官兼財務省国際局国際機構課。2005東京国税局課税第一部長。2006年国税庁課税部酒税課長。2008年国税庁調査査察部調査課長。2010年財務省関税局業務課長。国税庁長官官房企画課長を経て、2011年7月国税庁会計課長。2013年6月広島国税局長。2014年財務省大臣官房審議官(関税局担当)、2016年6月財務省大臣官房官房サイバーセキュリティ・情報化審議官を歴任し、2018年7月財務省大臣官房審議官（官房担当）兼財務総合政策研究所副所長。2019年政策研究大学院大学榎本直樹教授。2021年7月10日退官。11月1日あいおいニッセイ同和損害保険顧問。2022年アマダ取締役。2023年レーサム取締役（監査等委員）。

## 大蔵省同期
大蔵省入省同期に、可部哲生国税庁長官、藤井健志内閣官房副長官補、矢野康治財務事務次官、岡村健司財務官、中島淳一金融庁長官、森田宗男金融国際審議官、中井徳太郎環境事務次官、岡本直之国土交通省政策統括官、中尾睦内閣官房TPP等政府対策本部国内調整統括官、野島透九州財務局長、川嶋真造幣局理事長、田中秀明明治大学教授など。